# Téli kék
A Téli kék egy 2008–2009-ben készült színes, 4 részes magyar ismeretterjesztő filmsorozat, amelyben a Másfélmillió lépés Magyarországon című sorozat csapata ismét bejárja az Országos Kéktúra cserháti és balaton-felvidéki szakaszait, ezúttal téli környezetben. Az első két rész forgatása 2008 januárjában, a második két rész forgatása 2009 januárjában zajlott. Rendező: Gyenes Károly. A sorozat az m2 Natúra című műsornak keretén belül került bemutatásra.

## Epizódok
| Epizódszám | Cím              | Első sugárzás     |
| ---------- | ---------------- | ----------------- |
| 1.         | A Naszály vállán | 2008. február 9.  |
| 2.         | Kő és sár        | 2008. március 8.  |
| 3.         | Mesélő romok     | 2009. február 14. |
| 4.         | Télvarázs        | 2009. március 14. |

## Stáb
- Író, rendező, szerkesztő, riporter: Gyenes Károly
- Operatőr: Karácsony Sándor, Sáfrány József
- Vágó: Tóth Zsolt Marcell, Balogh Edit
- Hangmérnök: Faludi Sándor
- Zenei szerkesztő: Gere Erzsébet
- Narrátor: Sinkó László (1–2. rész), Gyenes Károly (3–4. rész)
- Csapattagok (nem teljes lista): Buzás Károly, Heincz László, Nagy László, Perge Ferenc, Petres Pál
- Geológus: Dr. Juhász Árpád
- Munkatársak: Bendali Braham Samir, Berta Enikő

## A filmben felbukkanó települések
- A Naszály vállán: Kosd, Ősagárd

- Kő és sár: Felsőpetény, Alsópetény, Romhány, Kétbodony, Becske

- Mesélő romok: Nagyvázsony, Nemesleányfalu, Balatonhenye, Szentbékkálla

- Télvarázs: Szentbékkálla, Mindszentkálla, Káptalantóti, Badacsonytördemic, Szigliget

## A filmben megszólaló személyek
(Gyenes Károly riportjai)
A Naszály vállán
- Móró Ferenc erdőmérnök, Kosd
- Gyenes Károly mutatja egy térképen a csapatnak, hogy merre mennek az Országos Kéktúra útvonalához, Kosd
- Lengyel László erdész, kosdi erdő
- Móró Ferenc erdőmérnök, kosdi bánya helye és kosdi erdő
- Juhász János kerületvezető erdész, Török-rét
- Lengyel László erdész, Farkas-bérc környéke
- Agárdi András polgármester, Ősagárd
- Vidovszky Andrásné óvónő, az ősagárdi helytörténeti gyűjtemény létrehozója, Ősagárd

Kő és sár
- Heincz László a csapat tagjaként, Felsőpetény
- Laczkovszki Jánosné Ica néni nyugdíjas tanítónő, a felsőpetényi helytörténeti gyűjtemény létrehozója, Felsőpetény
- Gyenes Károly és Petres Pál[2] pecsétel az italbolt alkalmazottjának közreműködésével, Alsópetény
- Laluja Imre polgármester, Alsópetény
- Terman Sándor kőfaragómester, Romhány
- Terman István polgármester, Romhány
- Terman Sándor kőfaragómester, Romhány
- Gyenes Károly és Petres Pál pecsétel, Kétbodony
- Palinkás Gábor és  Józsa Gábor nógrád megyei természetjárók, Kétbodony

Mesélő romok
- Gyenes Károly beszél gyerek-túratársainak a Kéktúra bélyegzésről, a gyerekek kérdeznek is tőle, Nagyvázsony
- Tarsoly László kovácsmester, Nagyvázsony
- Farkas Attila a monostorapáti erdészet vezetője, Csicsói erdészház
- Dr. Juhász Árpád geológus, Balatonhenye
- Birkás Balázs gazdálkodó, Szentbékkálla

Télvarázs
- Gyenes Károly mandulákat vizsgál, Szentbékkálla
- Molnár Endre építész, Szentbékkálla
- Dr. Juhász Árpád geológus, Szentbékkálla, kőtenger
- Kiss Éva helyi lakos, és Keszler Gyula polgármester, Mindszentkálla
- Gyenes Károly és Nagy László[3] térképet néz, Mindszentkálla és Káptalantóti között
- turista, csobánci várkút
- túratársak (köztük  Laci, Ági és Nagy László), Csobánc alja
- langalló-sütés Tóth Gyulával, valamint Vollmuth Péter polgármesterrel, Badacsonytördemic
- Gyenes Károly beszél a bazaltköves utcáról, Badacsonytördemic
- Gáspár Lajos borász, Badacsonytördemic, Kotyor dűlő
- Petres Pál, Gyenes Károly, Nagy László és Ági beszélget Badacsonytördemic-Szigliget vasútállomás forgalmi szolgálattevőjével, Badacsonytördemic-Szigliget vasútállomás

## Érdekesség
A balaton-felvidéki epizódok forgatásán a szakadó hó következtében az egyik kamera tönkrement.

## Külső hivatkozások
- PORT.hu
- A Natúra epizódjainak listája
- Majdnem Másfélmillió lépés
- Téli kéktúra az m2-n
- Nemzeti Audiovizuális Archívum